# 두발가인
두발가인 또는 투발카인(Tubal-cain, 히브리어: תּוּבַל קַיִן – Tūḇal Qayīn)은 성경 창세기 4장 22절에 언급된 최초의 대장장이로 알려진 사람이다. 그는 "청동과 철로 만든 모든 기구를 만드는 자"로 알려져 있다. 그는 가인의 후손으로 라멕과 씰라의 아들이었다. 두발가인은 나아마의 형제이자 야발과 유발의 이복형이었다.

## 기독교
흠정역에서는 그의 이름이 Tubalcain으로 번역되어 있다. 새 국제판 성경과 영어 표준판(English Standard Version)에서는 Tubal-cain이다. 불가타는 Thubalcain으로 표현한다. 고든 웬햄(Gordon Wenham)은 카인(Cain)이라는 이름이 대장장이(그의 금속 세공 기술에 대한 언급을 예상할 수 있음)를 의미하거나 야벳의 아들인 다른 투발(Tubal)과 구별하기 위해 투발 카인(Tubal Cain)이라고 불렀다고 이야기한다. 리처스 코긴스(Richard Coggins)는 이곳이 금속 가공으로 잘 알려진 땅인 창세기 10장에서 "국가 목록에 투발(Tubal)을 나열한 것과 동일한 전통의 변형일 수 있다"고 이야기한다. 야셀서(Pseudo-Jasher)(1751)에서 두발가인의 이름은 그의 어머니 씰라에 의해 설명된다. "내가 죽은 후에 그를 전능하신 하나님에게서 얻었나니"(2:24). 여기에서 의도된 결론은 "가인"("얻는다"라는 개념의 앞부분에 제시됨)이 문맥적 추측에 의해 "시들다"를 의미하는 것처럼 보이는 단어인 "두발"과 합쳐졌다는 것이다. 창세기 4장 22절은 두발가인이 “동과 철로 만든 모든 기구를 만드는 자”(ESV) 또는 “동과 철로 만든 모든 장인의 스승”(KJV)이었다고 말한다. 이것은 그가 금속 세공인이었음을 의미할 수도 있지만, 20절과 21절을 비교하면 그가 놋쇠와 철을 만든 최초의 장인이었을 수도 있음을 시사한다. T. C. 미첼은 "천연 구리와 유성 철의 냉간 단조 가능성을 발견했다"고 이야기한다. 두발가인은 최초의 화학자로 묘사되기도 한다. 월터 엘웰(Walter Elwell)은 그의 뛰어난 무기 발명이 라멕이 피의 복수에 관심을 갖게 된 동기가 되었을 것이라고 이야기한다. 또는 E. E. 켈렛은 두발가인이 광부였을 수도 있다고 이야기한다.

## 대중 문화
두발가인의 가상판은 2014년 영화 노아 (2014년 영화)(Noah)에서 주요 적대자 역할을 하며, 금속 세공사의 대가이자 노아의 적으로 묘사되기도 한다. 캐릭터의 젊은 버전은 핀 위트록이 연기하고 이전 버전은 레이 윈스턴이 연기한다.
이스라엘 북부 키부츠인 투발 마을은 두발가인의 이름을 따서 명명되었다.